# Hovea graniticola
Hovea graniticola är en ärtväxtart som beskrevs av I.Thomps. Hovea graniticola ingår i släktet Hovea och familjen ärtväxter. Inga underarter finns listade i Catalogue of Life.